# Schienenwolf

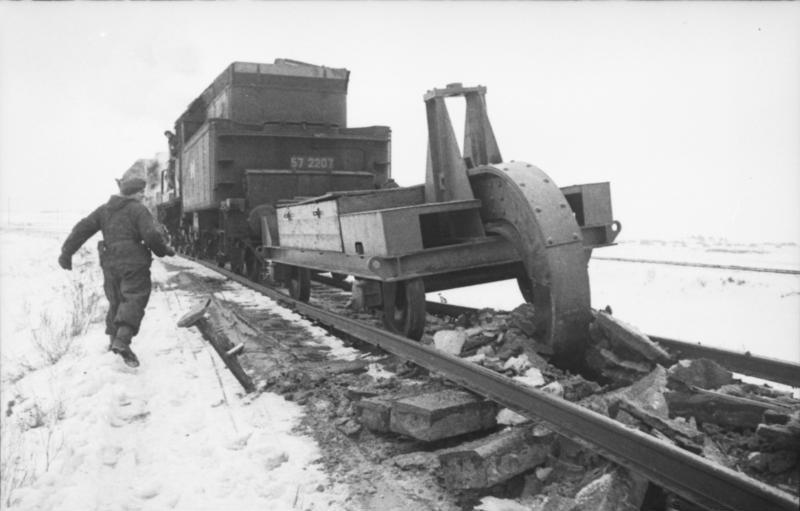
Schienenwolf niszczący drewniane podkłady w Związku Radzieckim (1944)

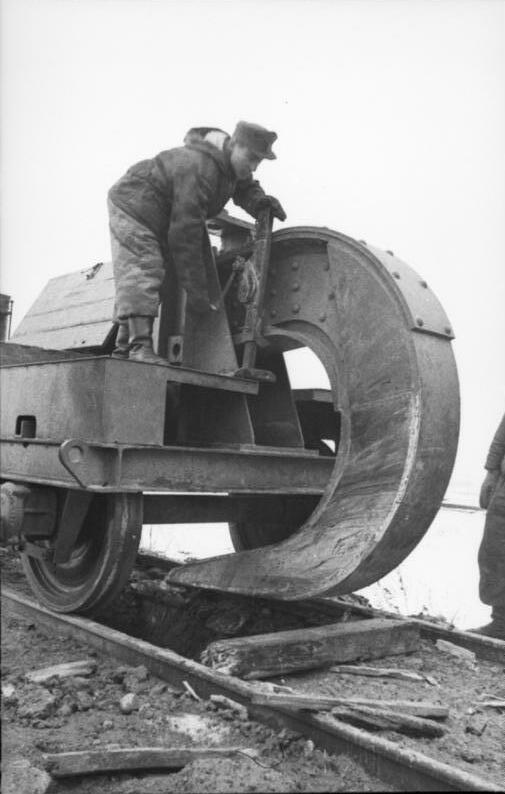
Charakterystyczny hak będący „sercem” pojazdu (1944)

Schienenwolf (pol. wilk szynowy) – niemiecki pojazd kolejowy z charakterystycznym hakiem, wykorzystywany w czasie II wojny światowej do niszczenia drewnianych podkładów kolejowych.

## Opis
Pojazd będący połączeniem odkrytego wagonu i pługa produkowano od 1942 roku w zakładach Friedrich Krupp AG. Pierwsze „wilki” miały tylną oś łożyskowaną wewnątrz ramy, późniejsze miały już zewnętrzną ostoję i były najczęściej używane. Niektóre egzemplarze wyposażone były w prowadnice służące do spuszczania niewielkich materiałów wybuchowych rwących szyny i blaszane tarcze ochronne chroniące załogę przed ostrzałem. Wadą pierwszych „wilków” były dosyć częste wykolejenia, dlatego zaczęto dociążać je balastem z szyn. W późniejszych egzemplarzach montowano rolki po bokach haka opierające się na szynach, dzięki czemu odciążały tylną oś i nie powodowały częstych wykolejeń. Do ciągnięcia pojazdu wykorzystywano jedną lokomotywę (druga używana była w razie awarii podstawowej lub uszkodzeń po ostrzale), dzięki czemu prędkość „wilka” wynosiła około 7–10 km/h. Cały zestaw obsługiwało 10 żołnierzy. Rozpoczęcie rwania wymagało wyjęcia paru podkładów spod haka, którego czas opuszczania na tory trwał około 6–8 minut. W razie potrzeby hak można było opuszczać i podnosić.
Niemcy wykorzystywali „wilka” głównie na froncie wschodnim szczególnie intensywnie od 1944 roku, wycofując się przed nacierającą Armią Czerwoną i stosując taktykę spalonej ziemi (ARLZ).